# Romy Saalfeld
Romy Saalfeld, née le 14 décembre 1960 à Weißenfels (RDA), est une rameuse d'aviron est-allemande.

## Carrière
Aux Jeux olympiques de 1980 à Moscou, Romy Saalfeld est médaillée d'or en quatre avec barreur avec Ramona Kapheim, Kirsten Wenzel, Silvia Fröhlich et Angelika Noack. 
Romy Saalfeld remporte une médaille d'argent mondiale en quatre avec barreur en 1981.